# 夏克爾頓 (喬治亞州)
夏克爾頓（英語：Shackelton）是位於美國喬治亞州查圖加縣的一個鬼鎮。由於此地已於1911年被荒廢，本地已無人居住。

## 地理
夏克爾頓的座標為34°26′10″N 85°16′45″W / 34.43611°N 85.27917°W，而該地的平均海拔高度為213米（即699英尺）。